# 小行星20586
小行星20586（20586 Elizkolod）是一颗绕太阳运转的小行星，为主小行星带小行星。该小行星于1999年9月9日发现。

## 轨道参数
小行星20586的轨道半长轴为2.7655952 UA，离心率为0.079。